# Speelland Beekse Bergen
Speelland Beekse Bergen is een attractiepark en speeltuin bij Hilvarenbeek en maakt deel uit van het resort Beekse Bergen, waar ook Safaripark Beekse Bergen deel van uitmaakt. Het park is sinds 1987 onderdeel van Libéma Exploitatie BV. Speelland heeft vooral speeltuinen en waterattracties.

## Geschiedenis
Eind jaren vijftig ontstond door zandwinning tussen Tilburg en Hilvarenbeek een grote waterplas. Na jaren van overleg werd door de eigenaren, de gemeenten Tilburg en Hilvarenbeek, het Safaripark geopend in 1968. Later werd het park rondom het naastgelegen meer uitgebreid met het Strand- en Speelland. Dit park richtte zich in het begin vooral op zomerrecreatie. Later werd dit uitgebreid met verschillende speeltuinen en later ook grotere attracties, waardoor het park in de jaren tachtig het karakter kreeg van een kleinschalig attractiepark. Na aankoop door Libéma verdween, voorafgaand aan het zomerseizoen van 1987, een deel van deze grote attracties. Nederlands eerste IMAX-bioscoop stond van 1981 tot en met 1986 in dit park. Ook heeft tot en met 1986 de achtbaan van Anton Schwarzkopf "Münchner Bahn" in het park gestaan en er was voor korte tijd (seizoen 1986) een boomstamattractie van Schwarzkopf met de naam "Wildwasser Trip". De achtbaan en boomstamattractie zijn beide later (tussen 1986 en 1987) verkocht aan Neue Traumland (nu Movie Park Germany). De 2800 meter lange kabelbaan uit de jaren 70 (gebouwd door de Zwitserse firma Willy Bühler en verkocht door Eddy Meeùs, de oprichter van Walibi) is na afloop van het seizoen 1996 gesloten en afgebroken. Deze kabelbaan is kort na opening, in 1982 en net voor de sluiting geëvacueerd door de brandweer vanwege een falende aandrijving.
Sinds de opening van de binnenspeeltuin Speelland Indoor eind 2024, is het park het hele jaar geopend.

## Park
Speelland richt zich vooral op families met kinderen tot 12 jaar. De meeste attracties zijn dan ook op deze doelgroep ingesteld. Het park is weinig bebost en bestaat voor een groot gedeelte uit zandstrand, dat grenst aan het bijbehorende meer. Ondanks dat het buitengedeelte wel een paar attracties overdekt heeft staan, is het niet geschikt te noemen voor recreatie bij slecht weer. Dus dan is enkel Speelland Indoor geopend, net zoals van oktober tot april. voorheen de opening van de binnenspeeltuin bleef het park helemaal gesloten bij slecht weer en vanaf het najaar tot het voorjaar.

### Attracties
Naadt de vele speeltuinattributen zijn er vier mechanisch aangedreven attracties. Tevens zijn er twee attracties (zie hieronder) waarvoor bijbetaald moet worden.
De verschillende attracties, uitgenomen het strandbad en degene in Speelland Indoor, zijn:
- Wave Rider (2001), een Jetski (attractie)
- Aquashuttle, twee hellingen naast elkaar waarin de inzittende na een afdaling van 6 meter hoog in het water wordt gelanceerd.
- Duo-Waterglijbaan, twee waterglijbanen naast elkaar
- Buggybaan, een rondrit
- Air Trampoline
- Botsboten, botsboot
- Waterfietsen, trapboten voor maximaal vier inzittenden op het Victoriameer
- Big wheels, skelters
- Funwheels (1998)
- Minicars  Tegen betaling
- Avontureneiland, een speeltuin met survival-elementen
- Waterpistolen, de speler moet een balletje door een parcours leiden.
- Chimpanschip, brengt bezoekers naar Vakantiepark Beekse Bergen en maakt een rondvaart over het Victoriameer
- Schommelland, een eiland met alleen maar schommeltoestellen
- Powerpaddler
- Peuterspeeltuin

### Evenementen
Een groot deel van de opbrengsten van Speelland vloeien voort uit het organiseren verschillende evenementen. Deze evenementen zijn vaak gelinkt aan een thema, zoals piraten of cowboys en indianen.
Daarnaast vindt het hele jaar door de Djambo Show plaats, een dansshow met de mascotte van Beekse Bergen.